# ملادنووو
ملادنووو (به صربی: Mladenovo) یک منطقهٔ مسکونی در صربستان است که در Bačka Palanka Municipality واقع شده‌است. ملادنووو ۳٬۳۵۸ نفر جمعیت دارد.